# Man page

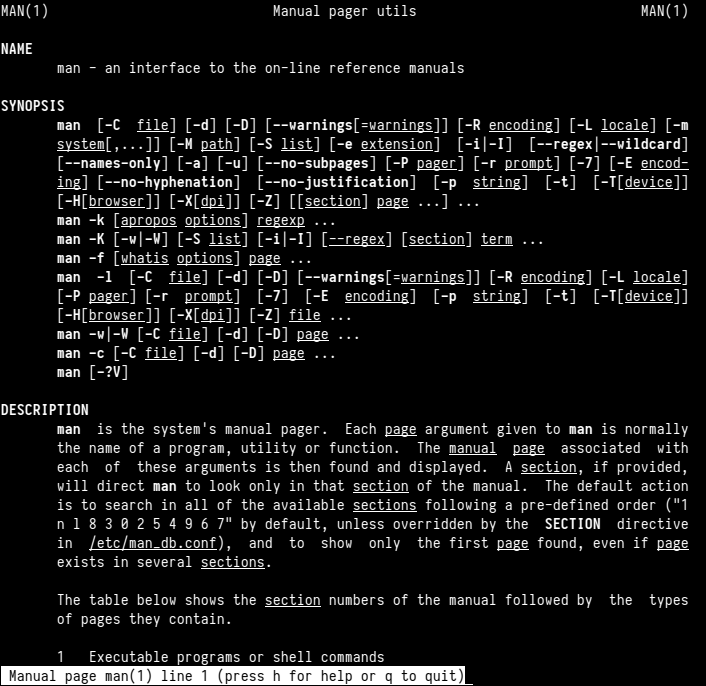
man에 대한 매뉴얼 페이지

man 페이지(←매뉴얼 페이지(Manual pages)의 줄임말)는 거의 모든 유닉스 및 유닉스 계열의 운영 체제에 기본으로 설치되는 광범위의 문서들이다. man라는 유닉스 명령어를 이용하면 이 문서들을 볼 수 있다. 각 페이지는 개별 문서로 이루어져 있다.

## 역사
유닉스의 역사 처음 2년 동안은 문서화란 존재하지 않았다. 유닉스 프로그래머의 매뉴얼이 1971년 11월 3일 처음 출판되었다.
실제 최초의 man page는 1971년 더글러스 매클로이의 주장으로 데니스 리치와 켄 톰프슨이 작성하였다. man page 외에 "프로그래머의 매뉴얼" 또한 짧은 문서들을 모아두었고, 그 중 일부는 강좌였고 그 외에는 운영 체제 기능에 대한 더 자세한 설명이었다.
Man page는 일반적으로 영어로 작성되어 있지만, 시스템에서 다른 언어로의 번역 또한 가능하다.

## 사용
셸 프롬프트에서 다음과 같은 식을 이용하면 유닉스 명령어에 대한 매뉴얼 페이지를 볼 수 있다.
```
 
man
 
<명령어_이름>

```

예를 들면, "man ftp"과 같이 입력할 수 있다. 일반적으로 man의 기본 페이저는 초기값이 less이다. 즉, man 페이지를 보여줄 때 less를 사용한다. 그렇기 때문에 페이지를 탐색할 때 less의 명령어를 사용한다. (ex. Space bar: 다음 페이지로 이동. q: 종료.)

페이저는 환경변수 
```
 
MANPAGER

```

 또는 
```
 
PAGER

```

를 덮어씌워서 자신이 원하는 프로그램(ex. Vim)으로 설정할 수 있다.
설명 페이지들은 전통적으로 "이름(단락)" 기호를 이용하여 나타낸다. 예를 들면, ftp(1)
라고 입력한다. 하나의 명령어에 대한 매뉴얼 페이지가 여러 단락에서 나타나기도 한다.
예를 들면, 리눅스와 BSD 계열의 printf(3)
의 설명을 보기 위한 명령어는 다음과 같다.
```
 
man
 
3
 
printf

```

## 매뉴얼 단락
매뉴얼은 일반적으로 여덟 개의 단락으로 나뉘어 있는데, (BSD, 유닉스, 리눅스 등에서의) 단락은 다음과 같이 구성된다.
| 단락 | 설명                                                    |
| ---- | ------------------------------------------------------- |
| 1    | 일반 명령어                                             |
| 2    | 시스템 호출                                             |
| 3    | C 표준 라이브러리 함수들                                |
| 4    | 특수 파일 (보통 /dev에서 발견되는 장치 파일)과 드라이버 |
| 5    | 파일 형식과 convensions                                 |
| 6    | 게임과 화면 보호기                                      |
| 7    | 기타                                                    |
| 8    | 시스템 관리 명령어와 데몬                               |

유닉스 시스템 V에서는 비슷한 방식을 사용하지만, 순서가 다르다.
| 단락 | 설명                                                    |
| ---- | ------------------------------------------------------- |
| 1    | 일반 명령어                                             |
| 1M   | 시스템 관리 명령어와 데몬                               |
| 2    | 시스템 호출                                             |
| 3    | C 표준 라이브러리 함수들                                |
| 4    | 파일 형식과 convensions                                 |
| 5    | Miscellanea                                             |
| 6    | 게임과 화면 보호기                                      |
| 7    | 특수 파일 (보통 /dev에서 발견되는 장치 파일)과 드라이버 |

어떤 시스템에서는 다음 단락이 나타난다.
| 단락 | 설명                          |
| ---- | ----------------------------- |
| 0    | C 표준 라이브러리 헤더 파일들 |
| 9    | 커널 루틴들                   |
| n    | Tcl/Tk 키워드들               |
| x    | X 윈도 시스템                 |

단락들은 숫자 다음에 나타나는 문자들에 더 나뉜다. 예를 들면, 3C는 C 라이브러리 호출, 3M 은 수학 라이브러리 등등.
man명령어에 사용할 수 있는 옵션을 보려면 터미널에서 man man을 입력한다.

## 레이아웃
모든 man page들은 잠재적으로는 어떠한 글꼴 제어 강조 부분 없이 단순 ASCII 텍스트 디스플레이에 출력하기에 최적화된 공통 레이아웃을 따른다. 단락은 다음을 포함할 수 있다:
NAME명령이나 함수의 이름으로, 한 줄의 설명이 뒤따른다.
SYNOPSIS명령의 경우, 실행 방법 및 명령 줄 옵션이 어떠한지를 설명한다. 프로그램 함수의 경우 함수가 취하는 매개변수의 목록과 어느 파일 헤더가 이에 대한 정의를 포함하는지 설명한다.
DESCRIPTION명령이나 함수의 기능에 대한 텍스트 설명이다.
EXAMPLES일반적인 사용법의 몇 가지 예시이다.
SEE ALSO관련 명령이나 함수의 목록이다.
그 밖의 단락들도 존재할 수 있지만, man page 간에 제대로 표준화된 것들은 아니다. 일반적인 예로는 다음을 포함한다: OPTIONS, EXIT STATUS, ENVIRONMENT, BUGS, FILES, AUTHOR, REPORTING BUGS, HISTORY, COPYRIGHT.

## 같이 보기
- 리드미
- RTFM